# Heterolepis (Asteraceae)
Heterolepis là một chi thực vật có hoa trong họ Cúc (Asteraceae).

## Loài
Chi Heterolepis gồm các loài: